# (742) Эдисона
(742) Эдисона — астероид главного пояса, который входит в состав семейства Эос. Он был открыт 23 февраля 1913 года германским астрономом Францем Кайзером в Гейдельбергской обсерватории и назван в честь американского учёного и изобретателя Томаса Эдисона.

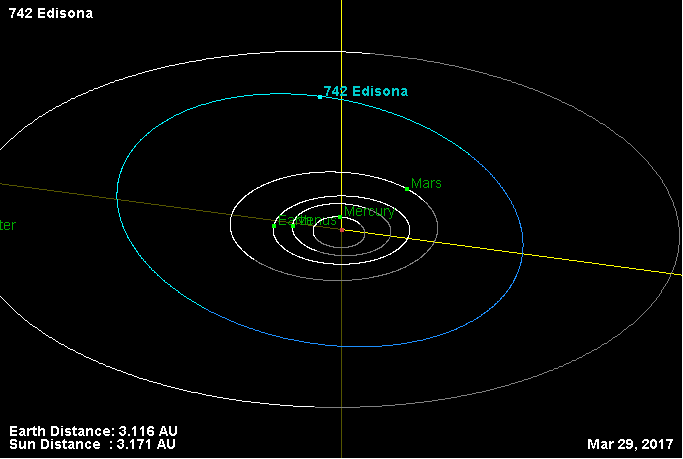
Орбита астероида Эдисона и его положение в Солнечной системе